# Звук свободы
«Звук свободы» (англ. Sound of Freedom) — американский криминальный триллер 2023 года режиссёра и сценариста Алехандро Монтеверде. Главные роли исполнили Джеймс Кэвизел, Мира Сорвино и Билл Кэмп. Кэвизел играет Тима Балларда, бывшего американского правительственного агента, который берётся за миссию по спасению детей из плена секс-торговцев в Колумбии. В центре сюжета — организация Балларда Operation Underground Railroad, занимающаяся борьбой с сексуальной эксплуатацией.
Студия Angel Studios выпустила фильм в прокат 4 июля 2023 года. «Звук свободы» стал неожиданным хитом и одним из самых успешных независимых фильмов в истории, собрав 231 млн долларов при бюджете 14,5 млн долларов. Картина получила смешанные отзывы критиков, однако удостоилась высоких оценок зрителей.

## Сюжет
В городе Тегусигальпа (Гондурас) в квартиру к Роберто, отцу двоих детей, заглядывает бывшая королева красоты Жизель. Она предлагает подписать с его маленькими детьми, Мигелем и Росио, контракт на работу в качестве детских моделей. Роберто соглашается и отвозит их на фотосессию. Когда он возвращается за детьми, их уже нет.
Позже выясняется, что Мигель и Росио проданы в сексуальное рабство.
В Калексико, штат Калифорния, Тим Баллард работает специальным агентом в отделе внутренней безопасности (HSI) и арестовывает людей, хранящих и распространяющих детскую порнографию. Эта изматывающая работа сильно сказывается на его личной жизни, и положение только усугубляется, когда другой агент, Крис, отмечает, что они арестовали множество педофилов, но не смогли спасти из рабства ни одного ребёнка.
Тим знает, что это происходит потому, что большинство из похищенных детей находятся за пределами США, но слова Криса задевают его. Тим беседует с арестованным им педофилом Эрнстом Ошински и притворяется, что тоже заинтересован в сексе с малолетними. Войдя в доверие к Ошински, Тим добивается встречи с ребёнком, ставшим жертвой работорговли, и ему удается арестовать Эрла Бьюкенена, купившего Мигеля.
Тим спасает Мигеля, заводит с ним дружбу и предлагает ему поделиться информацией, которая поможет найти других детей. Тим узнает, что сестра Мигеля Росио до сих пор не найдена, и мальчик просит спасти её.
Тим организует возвращение Мигеля домой к отцу. На прощание Мигель дарит Тиму кулон с изображением Святого Тимофея, принадлежащий его сестре. Тим начинает искать Росио, и поиски приводят его в Картахену, Колумбия. Он встречается с Вампиро, бывшим бухгалтером картеля, который теперь занимается спасением детей, задействованных в секс-торговле.
Узнав о закрытии в Таиланде элитного клуба для педофилов, Тим решает, что организация аналогичного бизнеса на уединённом острове в Колумбии — идеальное прикрытие для того, чтобы в ходе тайной операции приобрести большое количество детей у Жизель.
Вампиро привлекает колумбийского полицейского Хорхе и богатого бизнесмена Пола для помощи в выполнении задания Тима. Фрост, начальник Тима в HSI, не может обеспечить финансирование операции и просит его вернуться в США. Тим увольняется с работы, чтобы продолжить поиски Росио.
Фросту удаётся убедить сотрудников посольства США в Колумбии помочь Тиму в проведении спасательной операции. Будучи под прикрытием, Тим с помощниками, убеждают Жизель продать им 54 ребёнка, успешно арестовывают всех участников преступной группировки и освобождают детей, но Росио среди них нет.
После допроса одного из сообщников Жизель, Хорхе узнаёт, что Росио была продана в рабство Революционным вооруженным силам Колумбии, которые базируются в глубине лесов Амазонии. Хорхе сообщает Тиму, что вернуть девочку невозможно, так как этот регион представляет собой в основном неисследованные джунгли, а территория повстанцев находится вне контроля правительства Колумбии. Вампиро предполагает, что в регион допускаются врачи для предотвращения эпидемий, и у Тима возникает идея выдать себя за доктора. Хорхе неохотно соглашается на рискованную операцию. Тим и Вампиро пытаются проникнуть на вражескую территорию, но повстанцы пропускают только Тима.
Тим проникает в лагерь повстанцев, где содержится Росио, и узнаёт, что она является личной секс-рабыней их лидера Эль Алакрана («Скорпиона»). Вместе с другими пленниками девочка измельчает листья коки для производства кокаина, благодаря продажам которого финансируется война между повстанцами и колумбийским правительством.
Тиму приходится убить Эль Алакрана, чтобы освободить Росио, и после перестрелки им удаётся скрыться от преследующих их повстанцев. Перед расставанием Тим отдаёт девочке кулон, который Мигель подарил ему ранее. Росио воссоединяется с отцом и братом, и семья возвращается домой в Гондурас.
В эпилоге сообщается, что показания Тима Балларда об операции в Колумбии побудили Конгресс США принять закон, расширяющий международное сотрудничество в расследовании случаев торговли детьми. В эпилоге также утверждается, что в настоящее время в рабстве находится больше людей, чем когда-либо в истории, в том числе и тогда, когда рабство являлось законным.

## В ролях
- Джеймс Кэвизел — Тим Баллард[англ.]
- Мира Сорвино — Кэтрин Баллард
- Билл Кэмп — Вампиро
- Эдуардо Верастеги — Пол Дельгадо
- Хавьер Годино — Хорхе
- Хосе Сунига[англ.] — Роберто
- Курт Фуллер — Фрост
- Гэри Басараба[англ.] — Эрл Бьюкенен
- Херардо Тарасена — Эль Алакран
- Скотт Хейз — Крис
- Густаво Санчес Парра — Эль Калакас
- Йессика Боррото — Жизель
- Крис Аведисян — Эрнст Ошински
- Кристал Апарисио — Росио
- Лукас Авила — Мигель

## Производство

### Разработка

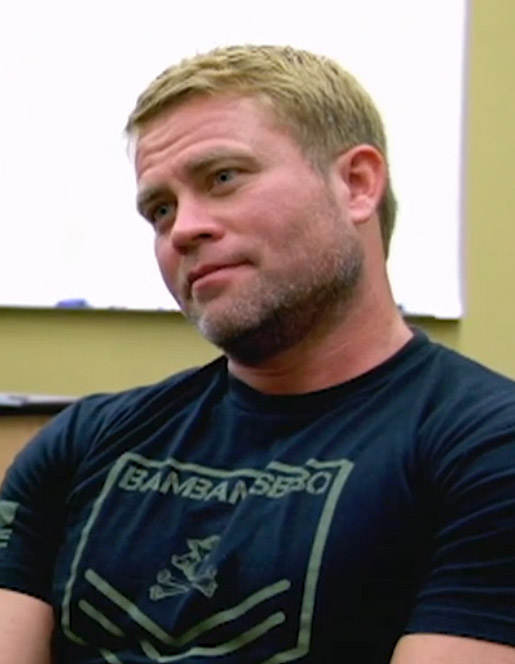
Тим Баллард, прототип главного героя фильма

Вдохновением для создания фильма «Звуки свободы» послужила деятельность Тима Балларда, основателя некоммерческой организации Operation Underground Railroad, или O. U. R., по борьбе с торговлей людьми. Работа над сценарием началась в 2015 году. Баллард лично попросил Джима Кэвизела сыграть его роль, поскольку был впечатлен исполнением Кэвизелом роли Эдмона Дантеса в фильме «Граф Монте-Кристо» (2002). Кэвизел заявил, что считает «Звуки свободы» вторым по значимости фильмом, в котором он когда-либо снимался, оставляя на первом месте главную роль Иисуса Христа в фильме «Страсти Христовы» (2004).
Саундтрек к фильму написал Хавьер Наваррете.
Основные съемки начались летом 2018 года. Большая часть фильма была снята в Картахене (Колумбия). Дополнительные сцены были сняты в Калексико, Калифорния.

### Распространение
Работа над фильмом была завершена в 2018 году, и кинопрокатом должно было заняться латиноамериканское подразделение 20th Century Fox. Однако после приобретения 20th Century Fox компанией Walt Disney Company фильм положили на полку. Впоследствии создатели «Звука свободы» выкупили у Walt Disney права на дистрибуцию.
В 2023 году компания Angel Studios приобрела права на прокат картины по всему миру, планируя выпустить фильм во второй половине 2023 года. В мае того же года была назначена дата релиза — 4 июля 2023 года.
Для сбора средств на распространение и маркетинг фильма Angel Studios прибегла к акционерному краудфандингу. Свои средства вложили семь тысяч человек, что позволило Angel Studios за две недели собрать необходимую сумму в 5 млн. долларов. Кроме того, компания призвала зрителей «заплатить вперед», чтобы люди, которые иначе не смогли бы увидеть фильм, посмотрели бы его в кинотеатре бесплатно. «Звук свободы» стал вторым выпущенным в прокат релизом Angel Studios после фильма «Его единственный сын».
26 июля Angel Studios подтвердила, что в течение 2023 года «Звук свободы» будет выпущен на 23 международных рынках. 17 августа фильм вышел в ОАЭ, 18 августа — в ЮАР, Исландии и Литве, 24 августа — в Австралии и Новой Зеландии. 31 августа начался прокат в Мексике, Гватемале, Гондурасе, Сальвадоре, Никарагуа, Белизе, Панаме, Колумбии, Венесуэле, Аргентине, Уругвае, Парагвае, Боливии, Чили, Перу, Эквадоре, Коста-Рике, Хорватии, Боснии и Герцеговине и Сербии. Премьера в Великобритании и Ирландии состоялась 1 сентября.

## Восприятие

### Реакция критиков
На сайте-агрегаторе рецензий Rotten Tomatoes 57 % из 83 отзывов критиков являются положительными, средняя оценка — 5,9/10. Консенсусное мнение сайта гласит: «„Звуки свободы“ — это эффективный и напряженный призыв к действию против торговли людьми, но не свободный от проблем в изображении этой деликатной темы». Metacritic, использующий средневзвешенную оценку, присвоил фильму 36 баллов из 100 на основе 11 критических оценок, что означает «в целом неблагоприятные» отзывы.
Оуэн Глейберман из Variety посвятил фильму положительную рецензию, написав: «Давайте предположим, что вы, как и я, не являетесь правым фундаменталистом-теоретиком заговора, ищущим мрачный, основанный на вере фильм, чтобы посмотреть его в праздничные выходные... Но даже в этом случае вам не нужно придерживаться крайних убеждений, чтобы оценить „Звуки свободы“ как захватывающий фильм, который проливает подлинный свет на один из важнейших криминальных ужасов нашего времени, от которого Голливуд в основном отворачивается». Адам Грэм из газеты Detroit News также положительно оценил картину: «Даже когда темп фильма начинает спотыкаться... поставленная задача выполнена компетентно, если не сказать искусно. Иногда очевидное работает просто отлично». Алан Нг из журнала Film Threat рекомендовал фильм, написав: «„Звуки свободы“ — это почти как если бы вы слушали Тима Балларда, рассказывающего свою невероятную историю спасения детей, и увидели бы её экранизацию. Это проникновенно, информативно и вдохновляюще». Мадлен Кернс из National Review назвала фильм «провокационным и захватывающим», добавив, что он «напоминает нам о том, что пока дети подвергаются насилию, независимо от того, где они находятся и сколько их, остальные должны принимать меры».

### Кассовые сборы
«Звук свободы» собрал в мировом прокате 250 млн долларов, в том числе 184 млн долларов в США и Канаде и 66 млн долларов на других территориях. Он занял десятое место в списке самых кассовых фильмов 2023 года в США и Канаде. К концу августа 2023 года его сочли «одним из самых успешных независимых фильмов в истории».
В США фильм вышел в прокат 4 июля 2023 года. Перед выходом картины на экраны в предварительных продажах было продано билетов на сумму 10 млн долларов в 2626 кинотеатрах. По данным сайта /Film, фильм практически не освещался в основных СМИ до его появления в прокате. В премьерный уик-энд фильм заработал 18,2 млн долларов и занял третье место в ТОП-10. Успех «Звука свободы» удивил многих экспертов, особенно если учесть, что он демонстрировался всего в 2850 кинотеатрах, что значительно меньше, чем у дебютировавших с ним одновременно фильмов «Астрал 5: Красная дверь» (3188 кинотеатров) и «Индиана Джонс и Колесо судьбы» (4600 кинотеатров).

### Принятие зрителями
Фильм получил исключительно положительные отзывы аудитории, и в течение нескольких месяцев зрительский рейтинг на Rotten Tomatoes составлял рекордные 100 %. Некоторые аналитики киноиндустрии объясняют успех фильма тем, что он был обращен к малоизвестной для киноаудитории теме. «Это еще один пример того, как религиозный дистрибьютор нарушает правила и выходит победителем», — сказал старший аналитик Comscore Пол Дергарабедиан. «[Это] также показывает, что стратегия массового маркетинга и использование возможностей религиозной аудитории оказались очень эффективным методом получения прибыли».
Христианский сайт MovieGuide объяснил неожиданный успех фильма его привлекательностью для самой широкой публики и сильными моральными ценностями. Variety отметил, что среди покупателей билетов преобладали женщины, а более 50% зрителей были старше 45 лет. Треть зрителей являлись латиноамериканцами. Опрошенные CinemaScore зрители поставили фильму оценку A+, что является стандартной оценкой для фильмов на религиозную тематику.
Газета Los Angeles Times отметила, что фильм стал частью культурной войны, заявив, что «поддержка фильма стала делом дня для толпы MAGA». National Post утверждала, что фильм является примером того, как независимая студия «побеждает Голливуд в его собственной игре».

### Достоверность
Вдохновением для создания фильма послужила жизнь американца Тима Балларда, который в 2013 году ушёл из Службы внутренней безопасности (HSI) и основал организацию «Подземная железная дорога» (Operation Underground Railroad), чтобы совместно с местной полицией в других странах ловить торговцев детьми. Ключевое событие фильма — брат и сестра, которых заманивают на фотосессию в Гондурасе, — в реальности не происходило.
Баллард заявил: «Некоторые вещи определенно преувеличены». Он не отправлялся в джунгли в одиночку на поиски маленькой девочки и не убивал человека, чтобы спасти этого ребёнка. По словам Балларда, в результате операции Triple Take на острове из рабства были освобождены как несовершеннолетние, так и взрослые, в то время как в фильме все жертвы представлены как дети. Баллард заявил, что его команда спасла не только 54 ребёнка, но и 123 человека в двух других местах.

### Теория заговора QAnon
Хотя в фильме не упоминаются теории заговора QAnon, некоторые журналисты и эксперты по борьбе с торговлей людьми считают, что фильм приукрашивает реальную ситуацию с сексуальной эксплуатацией детей, тем самым подогревая теорию заговора QAnon, а именно «веру в то, что миром правит ключевая группа элиты, поклоняющаяся дьяволу». И Баллард, и исполнитель главной роли Кэвизел открыто заявили о своей поддержке теории заговора движения QAnon.
В эфире программы All Things Considered на канале NPR Майк Ротшильд, автор книги «На нас надвигается буря: как QAnon стал движением, культом и теорией заговора всего», утверждал, что фильм «продается верующим в QAnon, он принимается этим сообществом, а ведущий актёр — значимая часть сообщества QAnon».
Баллард раскритиковал тех, кто связывает фильм с QAnon, заявив: «Они не имеют никакой связи с реальной историей. Очень сложно установить эту связь, когда фильм основан на реальной истории». Он рассказал The New York Times: «Некоторые из этих теорий позволили людям открыть глаза, поэтому теперь наша задача — наполнить пространство реальной информацией, чтобы можно было поделиться фактами».
В интервью Variety режиссер фильма Алехандро Монтеверде ответил на обвинения по поводу QAnon, назвав их «заблуждениями» и заявив, что идея фильма возникла из новостного телевизионного сюжета о секс-торговле детьми, который он увидел за два года до появления движения QAnon (работа над сценарием началась в 2015 году). Он также отметил, что ему следует «держаться на расстоянии» от «людей, которые слишком близки к фильму и занимаются политикой».